# Villano Antillano
Villano Antillano, pseudonimo di Villana Santiago Pacheco (Bayamón, 27 marzo 1995), è una rapper e cantante portoricana.

## Biografia
Villano Antillano si è fatta conoscere con Villano Antillano: Bzrp Music Sessions, Vol. 51 (2022), una collaborazione con Bizarrap, con cui ha ottenuto la sua prima top five nella Top 100 Canciones spagnola e tre dischi di platino dalla Productores de Música de España, nonché raggiunto la top ten della Argentina Hot 100. Nel dicembre 2022 viene pubblicato il suo album in studio d'esordio, intitolato La sustancia x e candidato per il Premio Lo Nuestro all'album urban dell'anno.
Nel giugno 2023 ha collaborato con Sevdaliza, incidendo il singolo Ride or Die; a seguito di un remix con Tokischa, il brano ha guadagnato popolarità l'anno dopo, facendo un'apparizione nella classifica spagnola, argentina, boliviana, ecuadoriana, messicana e panamense. Nel giugno 2024 ha poi fatto uscire il secondo LP, dal titolo Miss Misogyny.

## Vita privata
Antillano si identifica come una persona transgender. Utilizza i pronomi al femminile.

## Discografia

### Album in studio
- 2022 – La sustancia x
- 2024 – Miss Misogyny

### EP
- 2019 – Tiranía
- 2020 – Ketaprincesa

### Singoli
- 2020 – Prende
- 2020 – Culo
- 2020 – Brillo
- 2020 – Pájara
- 2021 – Toro mecánico (con Skeptic Musica)
- 2021 – Muñeca (con Ana Macho)
- 2021 – Vendetta (con Young Miko)
- 2022 – Hebilla (con Paopao, La Gabi, Cami da Baby e Aria Vega)
- 2022 – Veo veo (con Rapeton Approved)
- 2022 – Vocales
- 2022 – Villano Antillano: Bzrp Music Sessions, Vol. 51 (con Bizarrap)
- 2022 – KLK
- 2022 – Mujerón (con Ptazeta)
- 2022 – Activa (con Chesca e Corina Smith)
- 2022 – Cáscara de coco
- 2023 – Reina de la selva (con Pedro Capó)
- 2023 – Ride or Die (con Sevdaliza e/o Tokischa)
- 2023 – Thick Thick (con Lil Joujou e Rome LMN)
- 2023 – Cruel (con Recycled J)
- 2023 – Cuero
- 2024 – Noches de verano (con Esteman)
- 2024 – VIP (con Kenia Os)
- 2024 – Clonazepamela
- 2024 – Sex Tape (con Jedet e Pipo Beatz)
- 2024 – CamGirl
- 2024 – Best Pussy (con Bejo)
- 2024 – Maremoto (con LaBlackie)
- 2025 – La reina (remix) (con Lola Índigo e María Becerra)